# 남양주다산초등학교
남양주다산초등학교는 대한민국 경기도 남양주시 다산동에 있는 공립 초등학교이다.

## 연혁
- 2018.03.01 남양주다산초등학교 개교
- 2018.03.01 일반 32학급 특수 1학급 편성
- 2018.03.05 병설유치원 개원
- 2018.03.05 남양주다산초등학교 병설유치원 일반 3학급, 특수 1학급 편성
- 2019.03.01 일반 37학급, 특수 1학급 편성
- 2019.03.04 남양주다산초등학교 병설유치원 일반 3학급, 특수 1학급 편성
- 2020.03.01 일반 39학급, 특수 1학급 편성
- 2020.03.23 남양주다산초등학교 병설유치원 일반 3학급, 특수 1학급 편성

## 참고 자료
- 남양주다산초등학교 - 한국교육학술정보원 학교알리미